# Christian IX's Gade
Christian IX's Gade er en gade i Indre By i København, der går fra Gammel Mønt i syd til Gothersgade i nord.

## Historie
Christian IX's Gade blev anlagt i 1906, da et privat konsortium, Christian IXs Gades Byggekonsortium, sanerede hele området mellem Møntergade og Store Regnegade. På det tidspunkt oplevede Københavns nye bydele udenfor de gamle volde en stærk stigning i befolkningstallet, mens det var faldende i Indre By. Nogle af de ældste og mest medtagne bygninger blev derfor erstattet af erhvervsejendomme eller moderne lejlighedsbyggerier. Den nye gade kom til at gå diagonalt gennem området. Den blev opkaldt efter den netop afdøde kong Christian 9. Byggeriet gik hurtigt og var afsluttet i 1910.
Eugen Jørgensen, der både var partner i konsortiet og medlem af Københavns Borgerrepræsentation, tegnede alle bygningerne langs gaden. De er bygget i en nationalromantisk stil, der kombinerer røde mursten og tagtegl med arkitektoniske detaljer så som et borglignende trappetårn med spir og et sidehus med fremstående tømmerkonstruktion øverst oppe som en schweizerhytte. Den vestlige side af gaden udgør den ene side af en trekantet blok, hvis to andre sider vender ud mod Møntergade og Gammel Mønt. Den østlige side er delt i to af Ny Østergade.
Nr. 6 blev præmieret af byen, men arkitekturen blev generelt kritiseret for at være for at være banal og overlæsset.